# Junge Linke (Österreich)
Die Junge Linke ist eine politische Jugendorganisation in Österreich. Sie ist die Jugendorganisation der KPÖ. Zu ihrer inhaltlichen Selbstverortung zählen Feminismus, Antifaschismus, Internationalismus, Antimilitarismus, Kommunismus und Klimaschutz.

## Selbstverständnis
Der Verband verortet sich selbst als kommunistisch. Gemeint sei damit “Eine Welt, in der Wohlstand allen zukommt und es nicht nur um Profite geht. Eine Welt, in der der Grundsatz gilt: “Jeder nach seinen Fähigkeiten, jedem nach seinen Bedürfnissen.” Eine Welt ohne Hunger, ohne Armut und ohne Krieg. Wir wollen nicht weniger als die Freiheit.”
Im 2023 beschlossenen Leitantrag formulierten die Jungen Linken „Masse, Klasse, Solidarität“ als „Leitsterne“ für die zukünftige Ausrichtung des Verbands. Der Fokus liege darauf, Massenorganisation zu werden, mit starker Verankerung in der Klasse der arbeitenden Menschen, sowie dem Aufbau solidarischer Projekte, welche konkrete Verbesserungen im Alltag junger Menschen bringen sollen.
Im Zugang und öffentlichem Auftritt unterscheiden sich die Jungen Linken ihrem eigenen Selbstverständnis zufolge deutlich von anderen linken oder kommunistischen Organisationen. Es werde bewusst auf linke Szene-Codes verzichtet, und ein selbstkritischer und offener Zugang gelebt.

## Organisation
Die Junge Linke organisiert sich in Bezirksgruppen und Landesorganisationen. Die richtungsweisenden politisch-strategischen Entscheidungen der Bundesorganisation werden auf dem jährlich tagenden Bundeskongress getroffen, auf dem alle Mitglieder stimmberechtigt sind. Der Bundeskongress wählt außerdem den Bundesvorstand, das Exekutivgremium der Jungen Linken. Die Arbeit des Bundesvorstandes wird vom Bundesausschuss kontrolliert, der aus Delegierten der Landes- und Bezirksgliederungen besteht und vom Bundeskongress bestätigt wird.

## Geschichte
| Jahr      | Vorsitzende      |
| --------- | ---------------- |
| 2018–2019 | Flora Petrik     |
| 2019–2020 | Tobias Schweiger |
| 2020–2025 | Alisa Vengerova  |
| Seit 2025 | Hannah Pichler   |

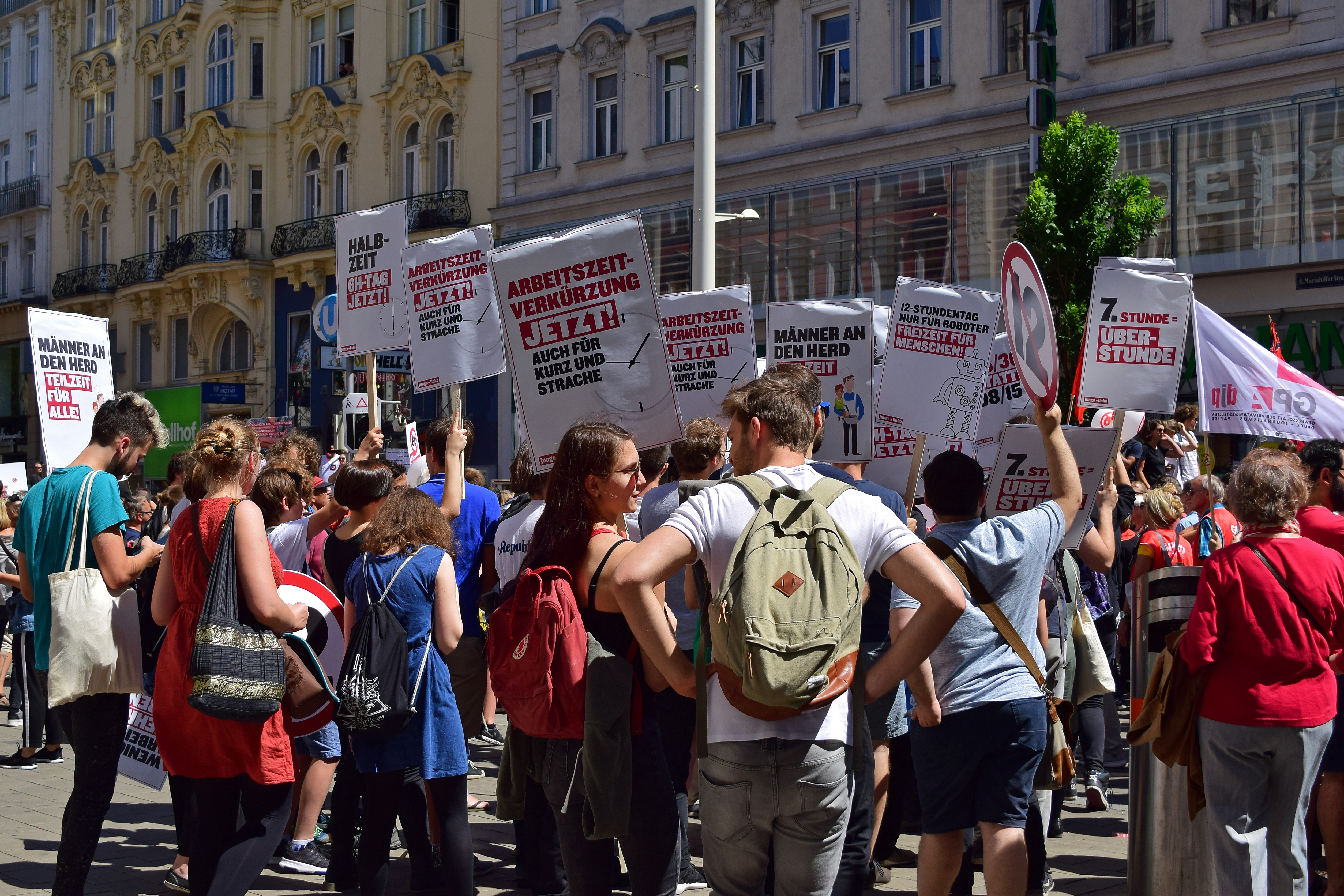
Mitglieder der Jungen Linken bei einer Demonstration gegen den 12-Stunden-Tag im Juni 2018

Die Jungen Linken wurden im Juni 2018 in Linz gegründet. Sie stellen die Folgeorganisation der Jungen Grünen dar und symbolisierten vorerst das Ende der Entwicklungen rund um die Jugend der Grünen Österreichs dar, die sich im Frühjahr 2017 von ihrer Jugendorganisation trennten – erst im Februar 2019 gründete sich eine neue Parteijugendorganisation der Grünen, die „Grüne Jugend – Grünalternative Jugend“. Als politische Geschäftsführung wurde Sarah Pansy gewählt, neben ihr und Flora Petrik gehörten fünf weitere Mitglieder dem Vorstand an. Nach der Abspaltung der Jungen Grünen von der Grünen Partei waren viele Mitglieder der Jungen Grünen auch Mitglieder der neuen Organisation Junge Linke. Zudem ging der bestehende Verein Junge Linke in der neuen Organisation auf, der vorher aktive Gruppen vor allem in Niederösterreich, Oberösterreich und Wien hatte.
Im Sommer 2018 wurden erste Landesorganisationen wie in Niederösterreich, Oberösterreich, Salzburg, Steiermark und Wien neu gegründet. Seit 2023 ist der Verband in allen 9 Bundesländern aktiv.

## Aktivitäten

### Lernnetz
Im Zuge der COVID-19 Pandemie starteten die Jungen Linken im Mai 2020 mit dem Lernnetz ein kostenloses, österreichweites Nachhilfe-Netzwerk. Dabei wurde eine Online-Plattform geschaffen, die Nachhilfe suchende vermittelt, mit Personen, die ehrenamtlich und kostenlos Nachhilfestunden anbieten. Als Grund dafür wurden die hohen Nachhilfekosten für Eltern sowie die zusätzliche Belastung durch das Distance-Learning während der Corona-Pandemie angegeben. Mehreren hundert Schülern konnte dadurch kostenlose Nachhilfe angeboten werden.

#### Lernnetz-Café
2021 eröffneten Junge Linke in Wien ihr erstes Lernnetz-Café um den großen Bedarf an kostenloser Nachhilfe vor Ort zu organisieren und jungen Menschen Räume zur freien Selbstentfaltung zur Verfügung zu stellen.
2022 folgten 2 weitere Lernnetz Cafés in Linz.
Mit Stand 2024 werden von Junge Linke drei Lernnetz-Cafés betrieben: In Wien-Meidling, Klagenfurt und Salzburg.

### Podcast
Seit 2020 betreiben die Jungen Linken einen Podcast unter dem Namen “Kein Katzenjammer”, in dem Experten und Aktivisten ihre Einschätzungen zu aktuellen politischen Themen teilen. Als Zielgruppe werden “(...) alle, die politisch interessiert sind, oder es noch werden wollen!” genannt.
Darüber hinaus gibt es noch den Kanal Linke Theorie, in dem linke theoretische Inhalte für ein junges Publikum präsentiert werden.

### Sommerprogramm
Seit der Gründung veranstaltet Junge Linke ein österreichweites Sommerprogramm. Dabei werden Wochenendseminare zu verschiedenen gesellschaftlichen und politischen Themen für Personen bis 30 und ein Sommercamp für Jugendliche zwischen 13 und 19 Jahren organisiert.

#### Summer-School
Jährlich im Juli und August stattfindende Wochenendseminare zu politischen Themen wie
Feminismus, Marxismus und Klimawandel, aber auch zu praktischen Fähigkeiten wie Skateboarding, Kochen oder DJing.

#### Sommercamp
Ein 5-tägiges Sommercamp für Personen zwischen 13 und 19 Jahren. Neben einem breiten Freizeitprogramm werden Workshops zu Antifaschismus, Marxismus aber auch Musik angeboten.

#### Sommerwerkstatt
Mehrtägiges Seminar für Verbandsmitglieder, bei dem strategische Debatten geführt und inhaltliche Workshops von Gästen und Experten gehalten werden.

### Öffentlichkeitsarbeit
Junge Linke sind sehr präsent in den Sozialen Netzwerken und haben eine hohe Reichweite. Auf diesen werden täglich Infografiken und Kurzvideos zu tagespolitischen Themen und den Aktivitäten des Verbands gepostet. Auf TikTok sind sie (Stand 24. August 2024) die reichweitenstärkste politische Jugendorganisation in Österreich.

## Junge Linke in Deutschland
Am 25. September 2024 kündigten der gesamte Bundesvorstand der deutschen Grünen Jugend sowie in den Folgewochen mehrere Landesvorstände ihren Rück- und Austritt aus der Partei Bündnis 90/Die Grünen an, um einen neuen, „dezidiert linken“ Jugendverband zu gründen. Nachdem dieser in den ersten Monaten unter dem Namen Zeit für was Neues operierte, wurde am 12. April 2025 über das verbandseigene Instagram-Profil bekanntgegeben, dass die Bundes-Mitgliederversammlung eine Umbenennung in Junge Linke beschlossen hätte. Der Name bezieht sich dabei explizit auf die österreichische Junge Linke und ihre Verbandsgeschichte, da diese gleichsam von ehemaligen Mitgliedern des Jugendverbandes einer grünen Partei gegründet wurde.